# Phare de Cleveland East Pierhead

Le phare de Cleveland East Pierhead (en anglais : Cleveland East Pierhead Light), est un phare situé à l'extrémité de la jetée est du port de Cleveland sur le lac Érié dans le Comté de Cuyahoga, Ohio.
Il est inscrit au Registre national des lieux historiques depuis le 19 décembre 1991 sous le n°91001855.

## Historique
Ce phare a été mis en service en 1911. Il se trouve sur un îlot artificiel en bout d'un brise-lames en mer.

## Description
Le phare  est une tour ronde en fonte de 9 m de haut, avec galerie et lanterne. Le bâtiment en peint en blanc avec une lanterne noire.
Son feu isophase émet, à une hauteur focale de 12 m, une longue lumière verte de 3 secondes par périodes de 4 secondes. Sa portée est de 7 milles nautiques (environ 13 km). Il porte une marque de jour verte.

## Caractéristiques dufeu maritime
Fréquence : 6 secondes (G)
- Lumière : 3 secondes
- Obscurité : 3 secondes

Identifiant : ARLHS : USA-177 ; USCG : 7-4165 .

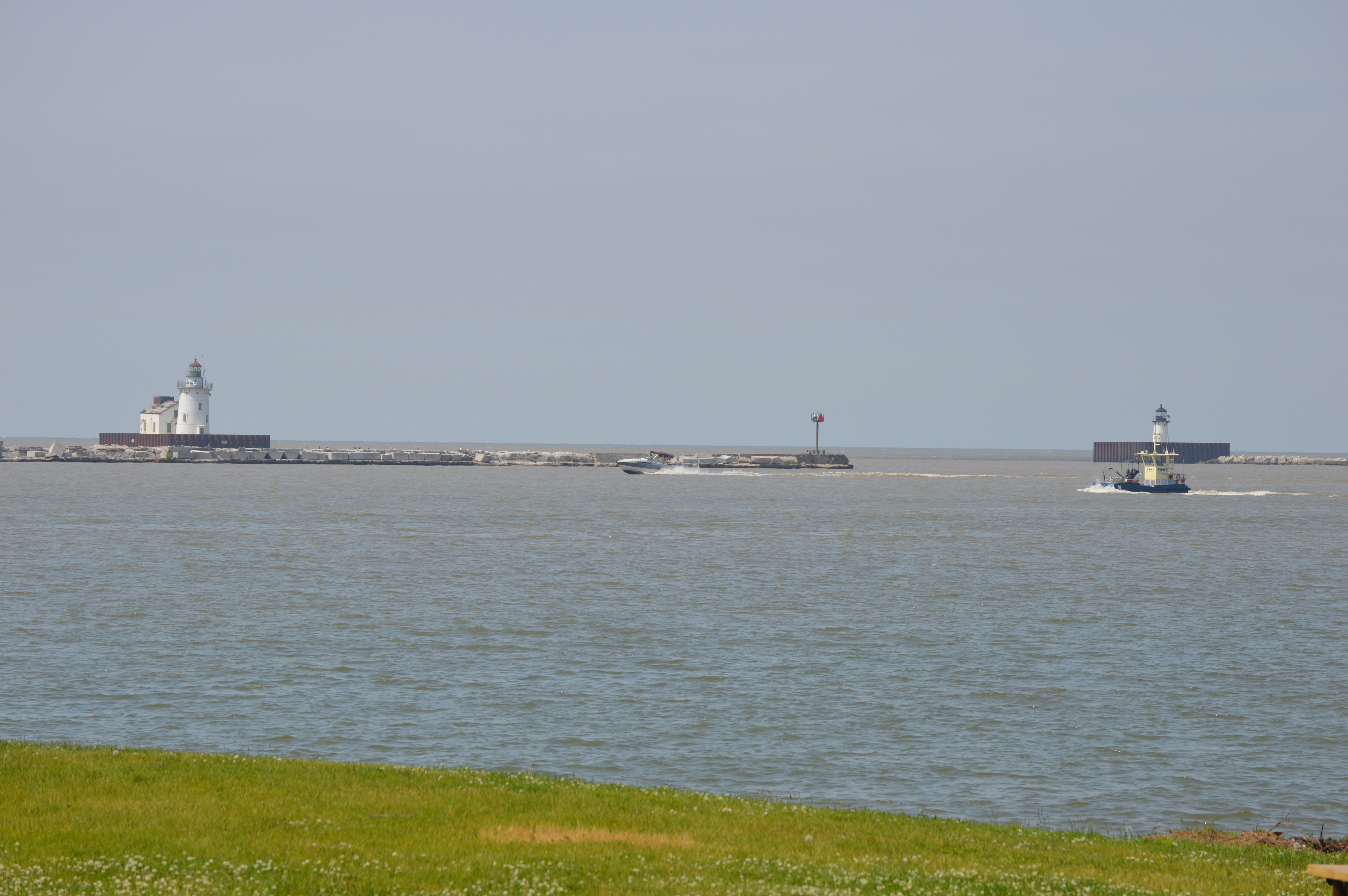
Entrée du port de Cleveland

### Lien connexe
- Liste des phares de l'Ohio